# Brevillier Urban & Sachs
Brevillier Urban & Sachs (vor 2008 bzw. 1983 unter dem Namen Brevillier & Co. und A. Urban & Söhne) entstand 1900 durch die Fusion der beiden Metallwaren- und Schraubenhersteller Brevillier & Comp. (gegründet 1823) und A. Urban & Söhne (gegründet 1848) und war – mit zeitweise 5000 Mitarbeitern – eines der bedeutendsten Unternehmen Österreich-Ungarns. Brevillier & Comp. war Mitte des 19. Jahrhunderts einer der größten Schraubenhersteller der Welt. 1983 wurde die Schraubenherstellung eingestellt. Die 1863 begonnene Bleistiftproduktion wird bis heute fortgeführt.

## Schraubenhersteller
Um 1790 wurde der von Frankfurt am Main nach Wien gezogene Bankier Alexander Brevillier (1759–1808) Gesellschafter von Moritz Reichsgraf von Fries. 1802 gründete Alexander Brevillier gemeinsam mit Moritz Trenk von Tonder eine moderne Spinnweberei in Schwadorf, NÖ. Sein ältester Sohn Karl Brevillier (1793–1840) ließ 1823 eine Holz- und Metallschraubenfabrik in Neunkirchen in Niederösterreich errichten, welche in den nächsten Jahrzehnten ausgebaut wurde und österreichische Industriegeschichte schrieb. Karl Brevillier und später sein jüngerer Bruder Ludwig Brevillier hatten die Brevillier und Comp. zum größten und modernsten Konzern Österreich-Ungarns gemacht, der für sein innovatives Tiegelgussverfahren und seine modernen Webstühle internationale Auszeichnungen bei etlichen Weltausstellungen bis 1900 erhielt. 1855 starb Ludwig Brevillier und sein Neffe Heinrich Trenk von Tonder (1812–1887) übernahm die Leitung des Betriebs. Er führte das Unternehmen weiter, stieg in den Eisenbahnbau ein und versuchte 1863 eine Bleistiftproduktion aufzubauen. Seine Frau Isabella Trenk von Tonder (1819–1872), Tochter des Orientalisten und Schriftstellers Joseph von Hammer-Purgstall, war eine bedeutende Mäzenin.
Heinrich Trenk von Tonders Erben zogen sich immer mehr aus dem Geschäft zurück und so fusionierte 1900 das Unternehmen mit Urban & Söhne zur Schrauben-, Schmiedewaaren- und Bleistiftfabriks-Aktiengesellschaft Brevillier & Co. und A. Urban & Söhne. 1848 hatte Anton Urban in Wien die Firma A. Urban & Söhne gegründet. Diese war in den 1880er-Jahren zu einem großen Schraubenhersteller herangewachsen, dessen wichtigste Produktionsstätte gleich neben einem der Hauptabnehmer – der Lokomotivfabrik Floridsdorf – lag. Es wurden die 1. Ungarische Schraubenfabrik in Budapest gekauft, dann weitere Fabriken in Neunkirchen und in Galizien. Kurz vor dem Ersten Weltkrieg hatte die gemeinsame Aktiengesellschaft 4000 Beschäftigte. Während des Kriegs arbeiteten 5000 Menschen für das Unternehmen. Zwei Dampfkessel von Babcock & Wilcox wurden 1917 in Neunkirchen aufgestellt.
Der Großteil der Mitarbeiter war weiterhin in der Metallwaren- und Schraubenherstellung in den Fabriken von Neunkirchen und in Fabriken in Ungarn, Jugoslawien und Polen beschäftigt. Ab März 1922 befand sich die Aktienmehrheit des Unternehmens im Besitz der Anglo-Austrian Bank.
Nach der Weltwirtschaftskrise hatte die Gesellschaft 1933 nur mehr 870 Mitarbeiter, bis 1937 hatte sie sich jedoch wieder erholt. Zu dieser Zeit war die Familie Urban Haupteigentümer, hatte jedoch französische und englische Partner. 1938 schaffte der WSV (Werksportverein) Brevillier & Urban Neunkirchen unter Franz Kellinger fast den Aufstieg in die höchste Fußball-Liga. Während des Zweiten Weltkriegs mussten in den Fabriken des Unternehmens Zwangsarbeiter für die (Rüstungs-)Industrie arbeiten. Nach 1945 wurden die Fabriken in Osteuropa nationalisiert.
Nachdem sich die Familie Urban zurückgezogen hatte, wurde zuerst die bayrische Schraubenfirma RIBE Haupteigentümer und eröffnete eine Produktionsstätte in Argentinien. 1983 ging das Unternehmen in Konkurs. Die Schraubenproduktion in Neunkirchen wurde im selben Jahr vom Neunkirchner Schraubenwerk übernommen, jedoch bald stillgelegt. Die aus dem 19. Jahrhundert stammenden Fabriksanlagen in Neunkirchen wurden nach 1998 größtenteils abgerissen. Von einem der größten Schraubenhersteller der Welt der 1860er Jahre blieb somit einzig die Brevillier Urban Schreibwaren GmbH mit ihrer Bleistiftproduktion übrig.
Am Sechskantkopf von Schrauben aus Stahl mit Metallgewinde größer gleich M5 oder M6, findet sich – neben einem Code für die Festigkeit – oft die Herstellerangabe "„BUNDU“" – für B und U.

## Produzent für Bleistifte und Wasserfarben

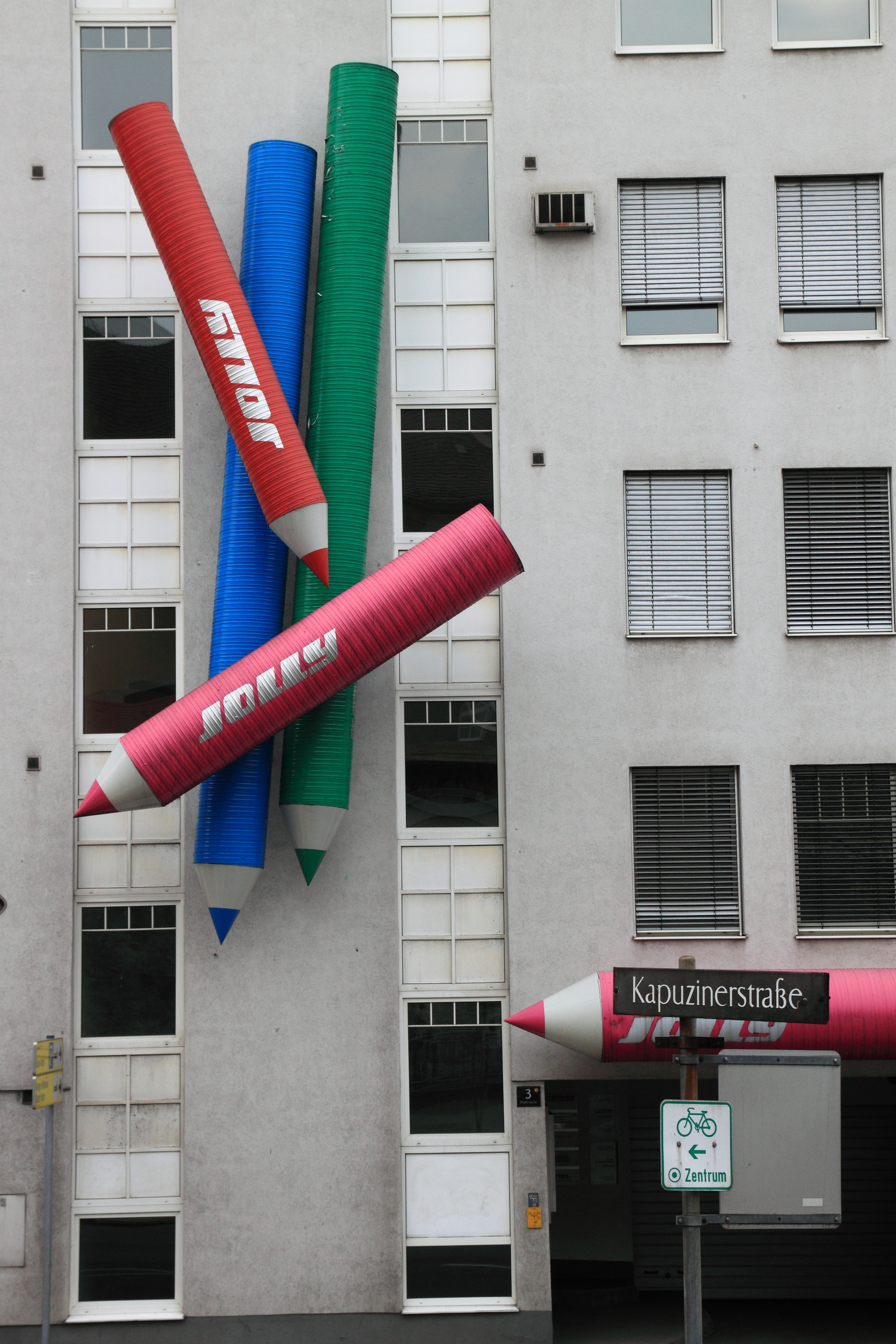
Werbung für Jolly-Stifte auf einer Fassade in Linz

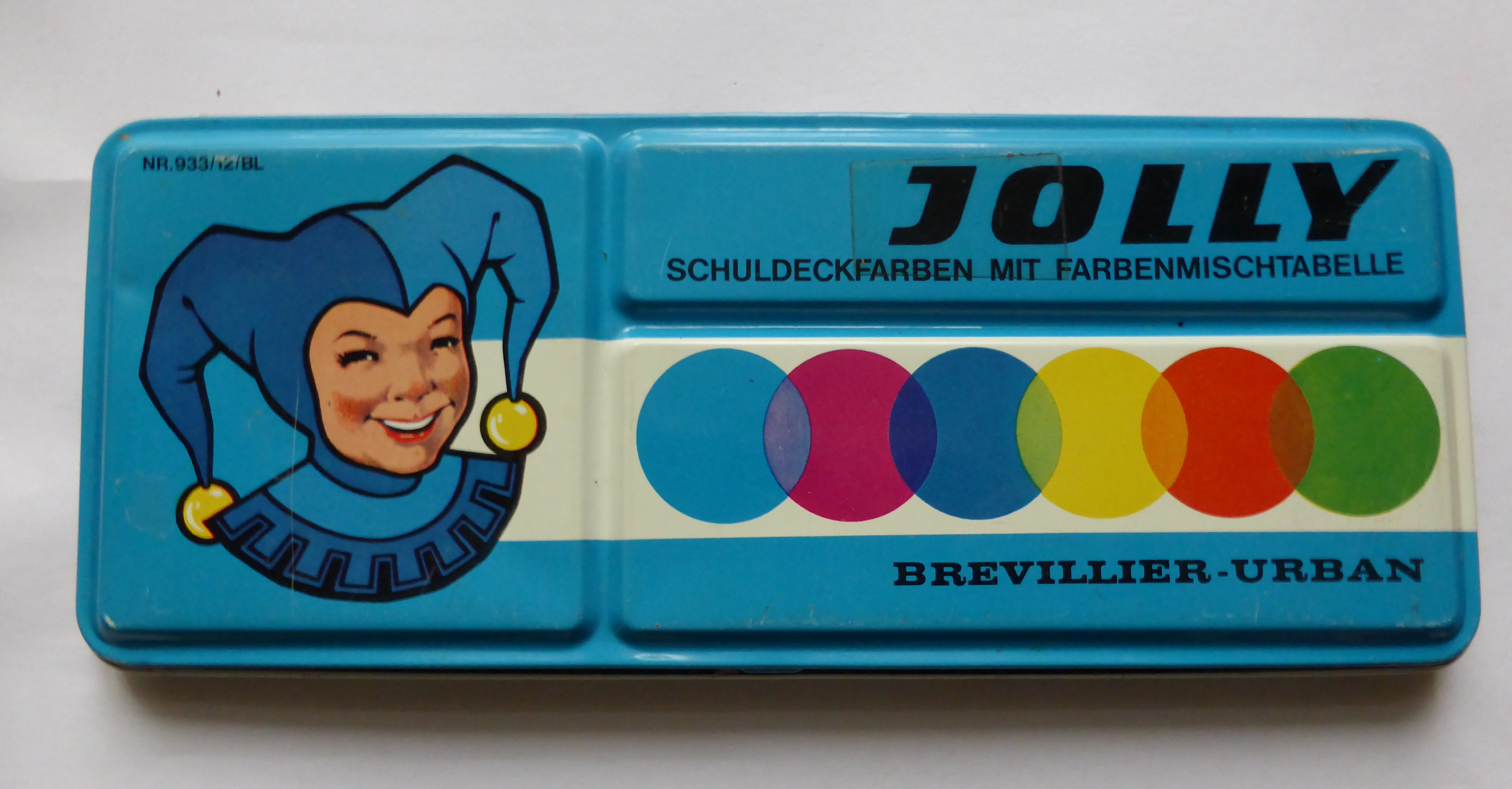
Schuldeckfarbenkasten der Marke Jolly von Brevillier Urban & Sachs

Die Schreibwarenproduktion des Unternehmens geht auf das Jahr 1863 zurück, als der damalige Eigentümer, Trenk von Tonder, erstmals Bleistifte im Rahmen seiner Schraubenfabrik herstellen ließ. 1925 wurde die Zeus Bleistiftfabrik AG übernommen und beide Produktionen im Zeus-Werk Graz-Gösting konzentriert. Hier in der Ibererstraße war die Zeus-Bleustiftfabrik 1923 gegründet worden. Das damals bekannteste Produkt war der Cullinanbleistift, nach dem Cullinan-Diamanten benannt. Insgesamt blieb die Bleistiftproduktion mit ihren 70 Mitarbeitern ein kleiner Nebenzweig. 
In Österreich wurde Brevillier und Urban vor allem mit den 1965 entstandenen Jolly-Buntstiften bekannt. Nach dem Konkurs des Gesamtunternehmens im Jahr 1983 wurde er in eine eigenständige Gesellschaft (Brevillier-Urban Schreibwarenfabrik GmbH) mit Sitz in Graz eingebracht und fortgeführt. 2007 entstand aus der Fusion mit dem Büroartikelhersteller Heinrich Sachs KG (Markenname: SAX; sehr bekannt ist der Heftklammerer Frog) die Brevillier Urban & Sachs GmbH & Co KG. Unter diesem Namen werden die Marken JOLLY, SAX, Brevillier’s Cretacolor und BIBA an den Standorten Hirm (Burgenland) und Graz hergestellt und weltweit vertrieben.
Die Prägeschrift auf Jolly-Buntstiften wurde von gold- auf silberfarbig umgestellt. Entsprechend geänderter Vorgaben durch die Spielzeugverordnung wurden Rezepturen von Stiften, Wachskreiden, Farben angepasst.